# Лейк-Андру (тауншип, Миннесота)
Лейк-Андру (англ. Lake Andrew) — тауншип в округе Кандийохай, Миннесота, США. На 2000 год его население составило 1051 человек.

## География
По данным Бюро переписи населения США площадь тауншипа составляет 93,1 км², из которых 76,0 км² занимает суша, а 17,1 км² — вода (18,34 %).

## Демография
По данным переписи населения 2000 года здесь находились 1051 человек, 413 домохозяйств и 339 семей.  Плотность населения —  13,8 чел./км².  На территории тауншипа расположено 783 постройки со средней плотностью 10,3 построек на один квадратный километр. Расовый состав населения: 99,71 % белых, 0,10 % афроамериканцев, 0,10 % коренных американцев и 0,10 % приходится на две или более других рас. Испанцы или латиноамериканцы любой расы составляли 0,86 % от популяции тауншипа.
Из 413 домохозяйств в 28,6 % воспитывались дети до 18 лет, в 76,0 % проживали супружеские пары, в 3,9 % проживали незамужние женщины и в 17,9 % домохозяйств проживали несемейные люди. 16,2 % домохозяйств состояли из одного человека, при том 6,1 % из — одиноких пожилых людей старше 65 лет. Средний размер домохозяйства — 2,54, а семьи — 2,84 человека.
21,8 % населения — младше 18 лет, 6,6 % — в возрасте от 18 до 24 лет, 21,7 % — от 25 до 44, 32,6 % — от 45 до 64, и 17,3 % — старше 65 лет. Средний возраст — 45 лет. На каждые 100 женщин приходилось 105,7 мужчин.  На каждые 100 женщин старше 18 приходилось 102,5 мужчин.
Средний годовой доход домохозяйства составлял 54 464 доллара, а средний годовой доход семьи —  60 625 долларов. Средний доход мужчин —  40 188  долларов, в то время как у женщин — 22 014. Доход на душу населения составил 27 344 доллара. За чертой бедности находились 0,3 % семей и 2,5 % всего населения тауншипа, из которых 2,0 % младше 18 и 5,0 % старше 65 лет.